# Catedral de Peel
La Catedral de Peel o bien la Iglesia Catedral de San Germán y también llamada alternativamente Catedral de la Isla de Man (en inglés: Peel Cathedral; Cathedral Church of Saint German; Cathedral Isle of Man) es la catedral de la localidad de Peel, en la Isla de Man. La catedral es también una de las iglesias parroquiales de la Costa Oeste, que incluye la ciudad de Peel, y fue construida entre 1879  y hasta 1884.  Se hizo la catedral local de la iglesia Anglicana por la Ley del Tynwald en 1980. 
El Patrono de la Catedral, San Germán de Man (que no debe confundirse con Germán de Auxerre), fue un misionero celta y hombre santo que vivió desde alrededor del año 410 al 474. El día de San Germán se celebra el 13 de julio. La catedral original estaba dentro de los muros del Castillo de Peel y fue construida en algún momento del siglo XII cuando la Isla estaba en posesión de los reyes nórdicos.
El edificio quedó en ruinas en el siglo XVIII. Después de un período considerable de debate sobre de quien era la propiedad de las ruinas y el sitio, la decisión que fue tomada finalmente implicó no reconstruir esa catedral. El edificio actual fue construido entre 1879-84 para sustituir a la iglesia de San Pedro en el mercado de Peel. 